# Зеон
Зеон (нем. Seon) — коммуна в Швейцарии, в кантоне Аргау.
Входит в состав округа Ленцбург.  Население составляет 4647 человек (на 31 декабря 2007 года). Официальный код  —  4209.

## Ссылки

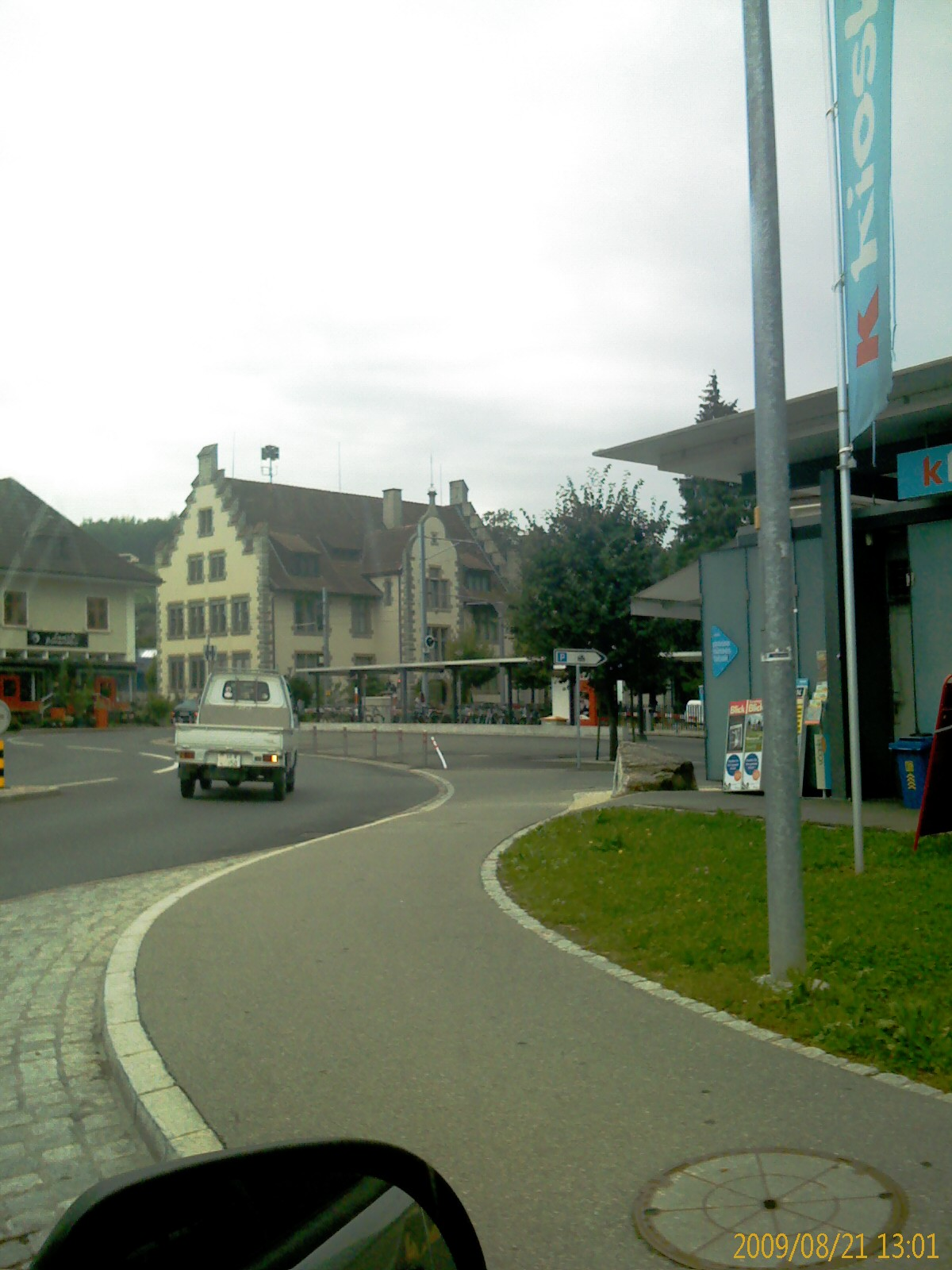
Зеон